# Carminodoris
Carminodoris Bergh, 1889 è un genere di molluschi nudibranchi della famiglia Discodorididae.

## Tassonomia
Il genere comprende le seguenti specie:
- Carminodoris armata Baba, 1993
- Carminodoris bifurcata Baba, 1993
- Carminodoris boucheti Ortea, 1979
- Carminodoris bramale (Fahey & Gosliner, 2003)
- Carminodoris cockerelli Risbec, 1930
- Carminodoris estrelyado (Gosliner & Behrens, 1998)
- Carminodoris flammea (Fahey & Gosliner, 2003)
- Carminodoris grandiflora (Pease, 1860)
- Carminodoris hansrosaorum (Dominguez, Garcia & Troncoso, 2006)
- Carminodoris madibenthos (Ortea, 2016)
- Carminodoris mauritiana Bergh, 1889 - specie tipo
- Carminodoris nodulosa (Angas, 1864)
- Carminodoris punctulifera (Bergh, 1907)
- Carminodoris pustulata (Abraham, 1877)
- Carminodoris spinobranchialis Ortea & Martínez, 1992